# Commonwealth Bank Tournament of Champions 2009 - Singolare
Il singolare  del Commonwealth Bank Tournament of Champions 2009 è stato un torneo di tennis facente parte del WTA Tour 2009.
Aravane Rezaï ha battuto in finale Marion Bartoli, dopo che questa si è ritirata sul 7–5 a causa di un infortunio ad una gamba.

## Teste di serie
1. Marion Bartoli (finale, ritirata a causa di un infortunio ad una gamba)
2. Samantha Stosur (round robin)
3. Yanina Wickmayer (round robin, ritirata) [1][2]
4. Sabine Lisicki (WC) (round robin)
5. Anabel Medina Garrigues (round robin)
6. María José Martínez Sánchez (semifinali)

1. Shahar Peer (round robin)
2. Melinda Czink (round robin)
3. Ágnes Szávay (round robin)
4. Aravane Rezaï (campionessa)
5. Magdaléna Rybáriková (round robin)
6. Kimiko Date Krumm (WC) (semifinali)

## Alternativa
1. Vera Duševina (Ha rimpiazzato Wickmayer) (round robin)

## Tabellone

### Legenda
| - Q = Qualificato - WC = Wild card - LL = Lucky loser | - ALT = Alternate - SE = Special Exempt - PR = Protected Ranking | - w/o = Walkover - r = Ritirato - d = Squalificato |

### Finali
|  | Semifinale | Semifinale             | Semifinale             | Semifinale | Semifinale |  |  | Finale | Finale         | Finale         | Finale | Finale |  |
|  |            |                        |                        |            |            |  |  |        |                |                |        |        |  |
|  | 1          | Marion Bartoli         | Marion Bartoli         | 6          | 6          |  |  |        |                |                |        |        |  |
|  | 12         | Kimiko Date Krumm      | Kimiko Date Krumm      | 1          | 3          |  |  | 1      | Marion Bartoli | Marion Bartoli | 5      | r      |  |
|  | 10         | Aravane Rezaï          | Aravane Rezaï          | 6          | 6          |  |  | 10     | Aravane Rezaï  | Aravane Rezaï  | 7      |        |  |
|  | 6          | María Martínez Sánchez | María Martínez Sánchez | 2          | 3          |  |  |        |                |                |        |        |  |

### Gruppo A
|    |                      | Marion Bartoli | Shahar Peer | Magdaléna Rybáriková | RR V-P | Set V-P | Game V-P | Posizione |
| 1  | Marion Bartoli       |                | 6–3, 6–2    | 6–4, 6–4             | 2–0    | 4–0     | 24–13    | 1         |
| 7  | Shahar Peer          | 3–6, 2–6       |             | 6–1, 7–6(4)          | 1–1    | 2–2     | 18–19    | 2         |
| 11 | Magdaléna Rybáriková | 4–6, 4–6       | 1–6, 6(4)–7 |                      | 0–2    | 0–4     | 15–25    | 3         |

### Gruppo B
|   |                             | Samantha Stosur | María José Martínez Sánchez | Ágnes Szávay  | RR V-P | Set V-P | Game V-P | Posizione |
| 2 | Samantha Stosur             |                 | 6(4)–7, 5–7                 | 6–2, 3–6, 6–1 | 1–1    | 2–3     | 26–23    | 2         |
| 6 | María José Martínez Sánchez | 7–6(4), 7–5     |                             | 2–6, 6–4, 6–0 | 2–0    | 4–1     | 28–21    | 1         |
| 9 | Ágnes Szávay                | 2–6, 6–3, 1–6   | 6–2, 4–6, 0–6               |               | 0–2    | 2–4     | 19–31    | 3         |

Standings are determined by: 1) Number of wins; 2) Number of matches; 3) In two-players-ties, head-to-head records; 4) In three-players-ties, percentage of sets won, or of games won; 5) Steering Committee decision.

### Gruppo C
|       |                                | Yanina Wickmayer Vera Duševina | Anabel Medina Garrigues     | Kimiko Date Krumm          | RR V-P | Set V-P | Game V-P   | Posizione |
| 3 ALT | Yanina Wickmayer Vera Duševina |                                | 2–6, 6–1, 7–5 (w/ Duševina) | 7–6(5), 6–3 (w/ Wickmayer) | 1–0    | 2–0 2–1 | 13–9 15–12 | X 2       |
| 5     | Anabel Medina Garrigues        | 6–2, 1–6, 5–7 (w/ Duševina)    |                             | 4–6, 3–6                   | 0–2    | 1–4     | 19–27      | 3         |
| 12    | Kimiko Date Krumm              | 6(5)–7, 3–6 (w/ Wickmayer)     | 6–4, 6–3                    |                            | 1–1    | 2–2     | 21–20      | 1         |

### Gruppo D
|    |                | Sabine Lisicki   | Melinda Czink    | Aravane Rezaï | RR V-P | Set V-P | Game V-P | Posizione |
| 4  | Sabine Lisicki |                  | 6–2, 6(1)–7, 6–4 | 6–1, 3–6, 4–6 | 1–1    | 3–3     | 31–26    | 2         |
| 8  | Melinda Czink  | 2–6, 7–6(1), 4–6 |                  | 3–6, 5–7      | 0–2    | 1–4     | 21–31    | 3         |
| 10 | Aravane Rezaï  | 1–6, 6–3, 6–4    | 6–3, 7–5         |               | 2–0    | 4–1     | 26–21    | 1         |